# Маковский, Сергей Константинович
Серге́й Константи́нович Мако́вский (15 [27] августа 1877, Санкт-Петербург — 13 мая 1962, Париж) — русский поэт, художественный критик и организатор художественных выставок, издатель (первая волна эмиграции). Член союза «Председателей земного шара».

## Биография
Сын К. Е. Маковского и внук Е. И. Маковского. Младшая сестра — художница Елена Лукш-Маковская. В 1890 году поступил в Александровский лицей, но получив низкий балл за поведение при хороших оценках по предметам, был вынужден оставить его. Осенью 1893 года С. Маковский продолжил обучение в гимназии Гуревича. В 1896 году Сергей Маковский окончил гимназию и решил поступать в университет. Для этого ему пришлось сдавать два экзамена, по латинскому и греческому языкам, в 8-й петербургской гимназии.
Учился на естественном отделении Санкт-Петербургского университета (1897—1900).
Начал публиковаться как искусствовед в 1898 году, получив предложение от издательницы журнала «Мир Божий» — Александры Аркадьевны Давыдовой. Первая его статья была посвящена́ росписям Виктора Васнецова в киевском Владимирском соборе. В 1898 году он познакомился с Сергеем Дягилевым и Дмитрием Философовым.
В 1906—1908 годах читал лекции по истории искусства в Рисовальной школе Общества Поощрения художеств. С 1909 по 1917 год был редактором (и основателем) художественного журнала «Аполлон» в Санкт-Петербурге, к работе в котором привлёк известных русских поэтов начала XX века: Иннокентия Анненского, Максимилиана Волошина, Николая Гумилёва, Вячеслава Ива́нова. Журнал был преемником «Мира искусства». Принимал участие в издании журнала «Старые годы» (1907—1917), подготовил выпуск сборника «Русская икона» (1913, 3 номера). Также с 1909 года начал сотрудничать с издательством «Пантеон» Зиновия Гржебина, в котором выпустил два из трёх томов своего цикла «Страницы художественной критики» — «Художественное творчество современного Запада» и «Современные русские художники». Третий том вышел в 1913-м в издательстве «Аполлон». Написал книги «Русская графика» (1916) и «Силуэты русских художников» (1921), последняя написана уже в эмиграции.
В 1920 году эмигрировал. Сначала жил в Праге, с 1925 года — в Париже. В 1926—1932 гг. он был одним из редакторов газеты «Возрождение», в 1939—1944 гг. председатель «Объединения русских писателей» в Париже. 
С 1941 по 1963 год опубликовал восемь сборников стихов. Книги «Портреты современников» (1955) и «На Парнасе „Серебряного века“» (1962) сыграли важную роль в формировании представления о русской литературе начала XX века как особом периоде её истории. 
В 1946 году сотрудничал с культурно-просветительным отделом Союза советских патриотов; вошёл в редакционную комиссию журнала, который собирался издавать указанный отдел, сотрудничал с газетой «Советский патриот». 14 февраля 1947 года стал основателем (вместе с З. П. Бирчанским) «Общества друзей русского искусства и литературы». 22 ноября 1947 года вышел из членов «Союза русских писателей и журналистов». 
В 1949—1959 гг. работал в издательстве «Рифма», издававшего поэтические сборники русских эмигрантов, его редактор и директор (глава редколлегии). В 1951 году два месяца возглавлял тетради «Возрождения». Сотрудничал в «Новом русском слове», «Русской мысли» (с 1956), «Новом журнале», альманахах «Мосты» и «Грани» и других изданиях. Сотрудник Центрального объединения политической эмиграции из СССР. 
С 1952 года выступал с публичными лекциями в Русском студенческом христианском движении. Выступал с публичными лекциями и докладами, в частности, в 1954 году — в Кружке друзей и почитателей И. С. Шмелёва, в 1957 и в 1960 году — в Русской академической группе в Париже, в 1957—1958 гг. — в Русском научном институте. Снимал комнату в Париже у А. М. Элькан. Профессор. С 1957 года член, с 31 мая 1958 года — член ревизионной комиссии Общества бывших студентов Санкт-Петербургского университета. В 1959 году сотрудничал с Объединением слушательниц Высших женских богословских курсов; читал лекции в Лондоне: в Пушкинском Доме и в студенческом союзе при местном университете; принимал участие в Религиозно-философских дискуссиях. В 1960 году вступал с докладами в Союзе русских писателей и журналистов. Член-основатель, с 26 марта 1961 года член правления Общества охранения русских культурных ценностей. Член «Обезьяньей Палаты А. М. Ремизова» (кавалер обезьяньего знака). Масон союза Великой Ложи Франции. Похоронен на кладбище Сент-Женевьев-де-Буа.
Стихи Маковского отражают не только его глубокое понимание сути поэзии и искусства, с годами они всё больше становятся словесным выражением его веры в божественное начало бытия. Природа в её красоте и непосредственности понимается как творение Божье, высказывается сомнение в том, что слово, руководимое разумом, является формой выражения, которой можно довериться.
Сергею Маковскому посвящено́ стихотворение Николая Гумилёва «Я верил, я думал…»

## Сочинения

### Стихи
- Собрание стихов, 1905
- Вечер. — Париж, 1941
- Somnium breve. — Париж, 1948
- Год в усадьбе. — Париж, 1949
- Круг и тень. — Париж, 1951
- На пути земном. — Париж, 1953
- В лесу. — Мюнхен, 1956
- Ещё страница. — Париж, 1957
- Requiem. — Париж, 1963

### Проза
- Портреты современников. Статьи. — Нью-Йорк: Издательство имени Чехова. 1955. — 415 с.
- На Парнасе «Серебряного века». Статьи. — Мюнхен, 1962
- И аз воздам, роман. Отрывки: «Лит. газ.», 1990, 26.9.

### Публикации
- Ковчег: Поэзия первой эмиграции. / Сост., авт. предисл. и коммент. В. Крейд. — М.: Политиздат, 1991. — С.198—213. — 511 с.

### Искусствоведение
- Страницы художественной критики. В 3-х тт., 1906—1913
- В. Серов.— Берлин; Париж, 1922
- Силуэты русских художников. — Praha, 1922
- Последние итоги живописи. — Berlin, 1922
- Графика М. В. Добужинского. — Berlin, 1922
- Народное искусство Подкарпатской Руси, Praha, 1922 (книга также выходила в переводе на чешский и английский языки).